# خیابان تربیت تبریز محوطه جلوی مسجد قزلی
خیابان تربیت تبریز محوطه جلوی مسجد قزلی در تبریز واقع شده و این اثر در تاریخ ۲۱ بهمن ۱۳۸۷ با شمارهٔ ثبت ۲۴۳۹۰ به‌عنوان یکی از آثار ملی ایران به ثبت رسیده است.